# 巴西总统
巴西總統是巴西聯邦共和國的國家元首和政府首脑，掌握着最高行政權。

## 歷史
總統制是自1889年11月15日德奧多羅·達·豐塞卡推翻帝制、建立巴西聯邦共和國時開始實行。自此時開始，巴西歷經六個憲政時期、兩個軍事獨裁統治時期、三個民主時期，在民主時期期間均實行強制投票。
自1985年巴西結束軍政府時期，恢復民主政治以來，巴西總統在1985年前由選舉人團間接選出，1989年起改由兩輪投票制直接民選。巴西總統任期為四年，可以連任一次。但在隔了一個任期後，可以再次參選總統。總統可被巴西國會彈劾罷免，但需要獲得三分之二國會參眾兩院多數支持方能罷免。
1992年，费尔南多·科洛尔總統遭巴西國會彈劾被罷免，是民主化後第一位因彈劾下台的總統。
2010年，迪爾瑪·羅賽芙成為第一位巴西民選女總統。
2016年，迪爾瑪·羅賽芙總統遭巴西國會彈劾，是民主化後第二位因彈劾下台的總統。

## 在世前任總統
截至2025年3月，有6位前任巴西總統在世：
- 若泽·萨尔内
- 费尔南多·科洛尔
- 费尔南多·恩里克·卡多佐
- 迪尔玛·罗塞夫
- 米歇爾·特梅爾
- 雅伊爾·博索納羅

現任巴西總統是盧拉·達·席爾瓦，他同時也為在世前任巴西總統（任期：2003年－2010年）。

## 外部連結
- （葡萄牙文）. Presidência da República.   [2007-04-25]. （原始内容存档于2011-08-13）.
- （葡萄牙文）. Presidência da República.   [2007-04-25]. （原始内容存档于2019-05-16）.
- （英文）. MercoPress.   [2006-07-06]. （原始内容存档于2007-10-12）.
- （葡萄牙文）. Arquivo Nacional.   [2007-04-25]. （原始内容存档于2007-04-03）.
- （英文）Former Marxist guerrilla vying to be Brazil's first female president （页面存档备份，存于）